# Flirt
Flirt (br: Flerte / pt: Flirt) é um filme teuto-nipo-estadunidense de 1995, gênero drama, realizado por Hal Hartley.

## Elenco
- Bill Sage
- Parker Posey
- Dwight Ewell
- Dominik Bender
- Miho Nikaido
- Toshizo Fujiwara